# R.I.P. Hayman
R.I.P. Hayman (* 1951 in New Mexico) ist ein US-amerikanischer Komponist und Performancekünstler.

## Leben und Werk
R.I.P. Hayman (auch Rip Hayman) wurde als Richard Perry Hayman geboren. Er studierte von 1969 bis 1973 an der Columbia University im Umfeld von John Cage, Ravi Shankar, Chou Wen-chung, Petr Kotík und Philip Corner.
1973 mietete Hayman ein Zimmer im James Brown House (New York) und kaufte 1977 mit Freunden das Haus und die Bar, die er The Ear Inn nannte. Dort fanden Musik- und Literaturveranstaltungen mit Performancekünstlern wie Michael Bloomfield, Laurie Anderson, Allen Ginsberg und John Ashbery statt. 
Hayman war mit Beth Anderson Gründer und Herausgeber des zwischen 1973 und 1991 monatlich erscheinenden EAR Magazins und ist Kurator der Sari Dienes Foundation. Hayman organisierte Dreamsound, Veranstaltungen für schlafende Zuhörer. Er ist zudem Sinologe und fährt als Kapitän zur See.